# Sacheverell Sitwell
Sir Sacheverell Reresby Sitwell, VI baronetto (Scarborough, 15 novembre 1897 – Towcester, 1º ottobre 1988) è stato un poeta, saggista e critico d'arte britannico.

## Biografia
Fratello minore di Edith e Osbert Sitwell, Sacheverell Sitwell nacque a Scarborough, terzogenito del baronetto Sir George Sitwell e Lady Ida Emily Augusta Denison. Crebbe nel Derbyshire e studiò all'Eton College. Nel 1916, durante la prima guerra mondiale, fu arruolato nell'esercito britannico e rimase con i Grenadier Guards fino alla fine della Grande Guerra. Al termine del conflitto si immatricolò al Balliol College dell'Università di Oxford, che lasciò senza mai conseguire la laurea.
Nel 1922 si fece notare con la silloge A Hundred and One Harlequins, ma la consacrazione avvenne negli anni successivi con i suoi tre studi sulla pittura, architettura e musica barocca: Southern Baroque Art (1924), German Baroque Art (1927) e Spanish Baroque Art (1931). La prima delle tre monografie, in particolare, fu definita da Cyril Connolly "una pietra miliare dello sviluppo della nostra sensibilità moderna".
Autore molto prolifico, scrisse una cinquantina di raccolte poetiche e una quarantina di saggi critici, testi autobiografici e reportage di viaggi; avrebbe continuato a scrivere fino alla morte della moglie nel 1980. L'anno dopo ricevette la Benson Medal per meriti letterari. Nel 1959 tutti e tre i fratelli Sitwell furono candidati (individualmente) al Premio Nobel per la letteratura. Alla morte del fratello Osbert nel 1969 ereditò il titolo, diventando il VI baronetto Sitwell.
Morì nel 1988 all'età di 90 anni a Weston Hall, l'ancestrale dimora dei Sitwell.

## Discendenza
Il 12 ottobre 1925 sposò l'ereditiera Georgia Doble, figlia di un ricco banchiere canadese. La coppia ebbe due figli:
- Sir Sacheverell Reresby Sitwell, VII baronetto (15 aprile 1927 - 31 marzo 2009)
- Francis Trajan Sacheverell Sitwell (17 settembre 1935 – 14 gennaio 2004)

## Ascendenza
|                                           |                                        |                                          | Genitori                                    |  |  | Nonni |  |  | Bisnonni                     |  |  | Trisnonni                    |  |
|                                           |                                        |                                          |                                             |  |  |       |  |  | George Sitwell, II baronetto |  |  | Sitwell Sitwell, I baronetto |  |
|                                           |                                        |                                          |                                             |  |  |       |  |  | George Sitwell, II baronetto |  |  | Sitwell Sitwell, I baronetto |  |
|                                           |                                        | Alice Parke                              |                                             |  |  |       |  |  | George Sitwell, II baronetto |  |  |                              |  |
| Sitwell Sitwell, III baronetto            |                                        |                                          |                                             |  |  |       |  |  | George Sitwell, II baronetto |  |  |                              |  |
|                                           |                                        | Susan Murray Tait                        | Craufurd Tait                               |  |  |       |  |  |                              |  |  |                              |  |
|                                           |                                        | Susan Murray Tait                        | Craufurd Tait                               |  |  |       |  |  |                              |  |  |                              |  |
|                                           |                                        | Susan Murray Tait                        | Susan Campbell                              |  |  |       |  |  |                              |  |  |                              |  |
| George Sitwell, IV baronetto              |                                        | Susan Murray Tait                        |                                             |  |  |       |  |  |                              |  |  |                              |  |
|                                           |                                        | Henry Hely-Hutchinson                    | Francis Hely-Hutchinson                     |  |  |       |  |  |                              |  |  |                              |  |
|                                           |                                        | Henry Hely-Hutchinson                    | Francis Hely-Hutchinson                     |  |  |       |  |  |                              |  |  |                              |  |
|                                           |                                        | Henry Hely-Hutchinson                    | Frances Wilhelmina Nixon                    |  |  |       |  |  |                              |  |  |                              |  |
| Louisa Hely-Hutchinson                    |                                        | Henry Hely-Hutchinson                    |                                             |  |  |       |  |  |                              |  |  |                              |  |
|                                           |                                        | Harriet Wrightson                        | William Wrightson                           |  |  |       |  |  |                              |  |  |                              |  |
|                                           |                                        | Harriet Wrightson                        | William Wrightson                           |  |  |       |  |  |                              |  |  |                              |  |
|                                           |                                        | Harriet Wrightson                        | Henrietta Heber                             |  |  |       |  |  |                              |  |  |                              |  |
| Edith Sitwell                             |                                        | Harriet Wrightson                        |                                             |  |  |       |  |  |                              |  |  |                              |  |
|                                           | Albert Denison, I barone Londesborough | Henry Conyngham, I marchese di Conyngham |                                             |  |  |       |  |  |                              |  |  |                              |  |
|                                           | Albert Denison, I barone Londesborough | Henry Conyngham, I marchese di Conyngham |                                             |  |  |       |  |  |                              |  |  |                              |  |
|                                           | Albert Denison, I barone Londesborough | Elizabeth Denison                        |                                             |  |  |       |  |  |                              |  |  |                              |  |
| William Denison, I conte di Londesborough | Albert Denison, I barone Londesborough |                                          |                                             |  |  |       |  |  |                              |  |  |                              |  |
|                                           |                                        | Henrietta Weld-Forester                  | Cecil Weld-Forester, I barone Forester      |  |  |       |  |  |                              |  |  |                              |  |
|                                           |                                        | Henrietta Weld-Forester                  | Cecil Weld-Forester, I barone Forester      |  |  |       |  |  |                              |  |  |                              |  |
|                                           |                                        | Henrietta Weld-Forester                  | Katherine Manners                           |  |  |       |  |  |                              |  |  |                              |  |
| Ida Denison                               |                                        | Henrietta Weld-Forester                  |                                             |  |  |       |  |  |                              |  |  |                              |  |
|                                           |                                        | Henry Somerset, VII duca di Beaufort     | Henry Charles Somerset, VI duca di Beaufort |  |  |       |  |  |                              |  |  |                              |  |
|                                           |                                        | Henry Somerset, VII duca di Beaufort     | Henry Charles Somerset, VI duca di Beaufort |  |  |       |  |  |                              |  |  |                              |  |
|                                           |                                        | Henry Somerset, VII duca di Beaufort     | Charlotte Sophia Leveson-Gower              |  |  |       |  |  |                              |  |  |                              |  |
| Edith Somerset                            |                                        | Henry Somerset, VII duca di Beaufort     |                                             |  |  |       |  |  |                              |  |  |                              |  |
|                                           |                                        | Emily Frances Smith                      | Charles Culling Smith                       |  |  |       |  |  |                              |  |  |                              |  |
|                                           |                                        | Emily Frances Smith                      | Charles Culling Smith                       |  |  |       |  |  |                              |  |  |                              |  |
|                                           |                                        | Emily Frances Smith                      | Anne Wesley                                 |  |  |       |  |  |                              |  |  |                              |  |
|                                           |                                        | Emily Frances Smith                      |                                             |  |  |       |  |  |                              |  |  |                              |  |